# Caristius fasciatus
Caristius fasciatus is een straalvinnige vissensoort uit de familie van de caristiden (Caristiidae). De wetenschappelijke naam van de soort is voor het eerst geldig gepubliceerd in 1930 door Borodin.